# Billbergia iridifolia
Espèce
Classification phylogénétique
Billbergia iridifolia est une espèce de plantes de la famille des Bromeliaceae, endémique du Brésil.

## Synonymes
- Bromelia iridifolia Nees & Mart.[1].

## Distribution
L'espèce est endémique du su-est du Brésil et se rencontre notamment dans l'État de Bahia.

## Description
L'espèce est épiphyte ou saxicole.